# A. H. Wegerif
Ahazverus Hendriks “Henk” Wegerif (* 13. April 1888 in Apeldoorn, Niederlande; † 19. Juni 1963 in Wassenaar, Niederlande) war ein niederländischer Architekt und Filmarchitekt.

## Leben und Wirken

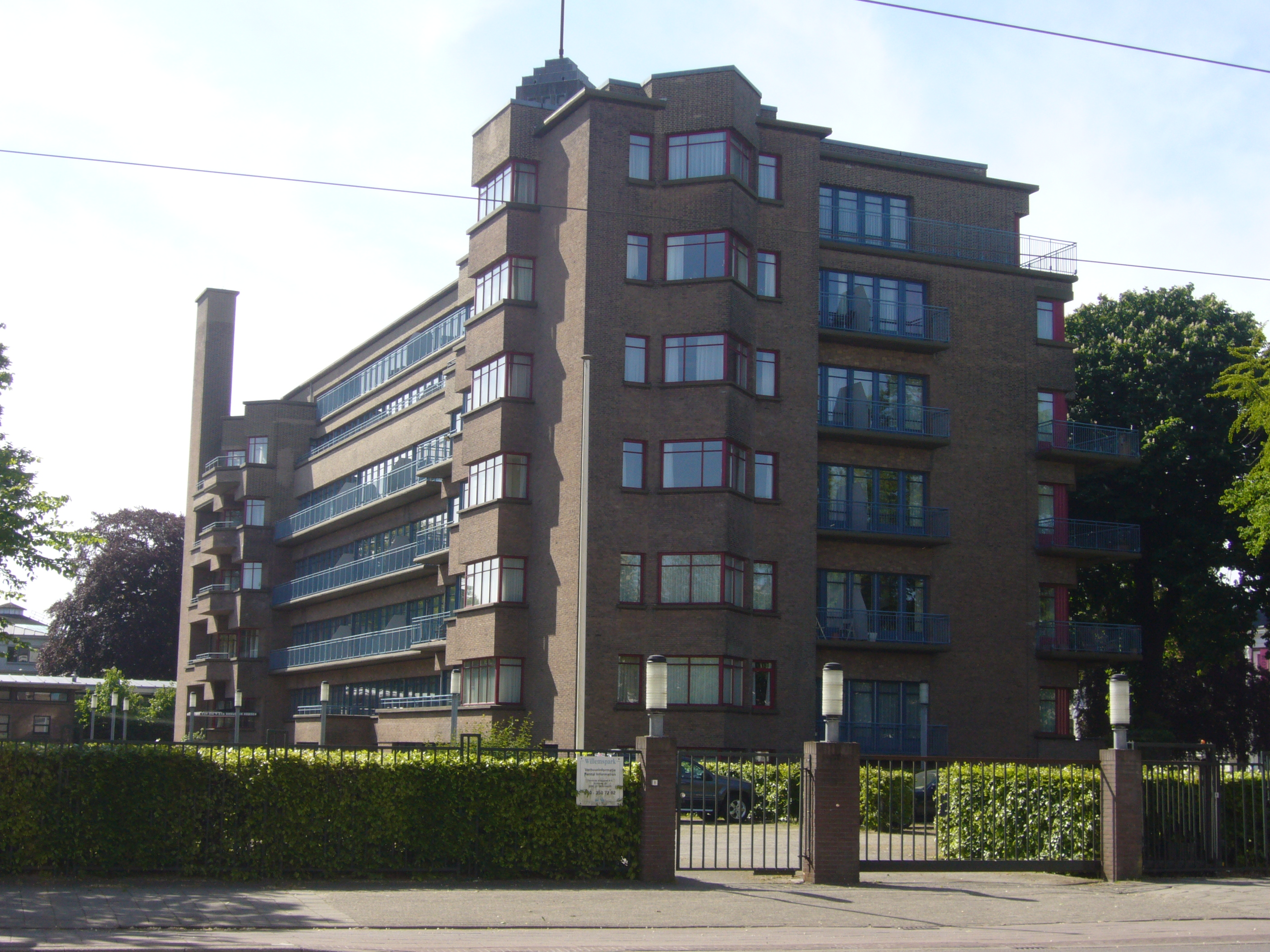
Willemspark in Den Haag

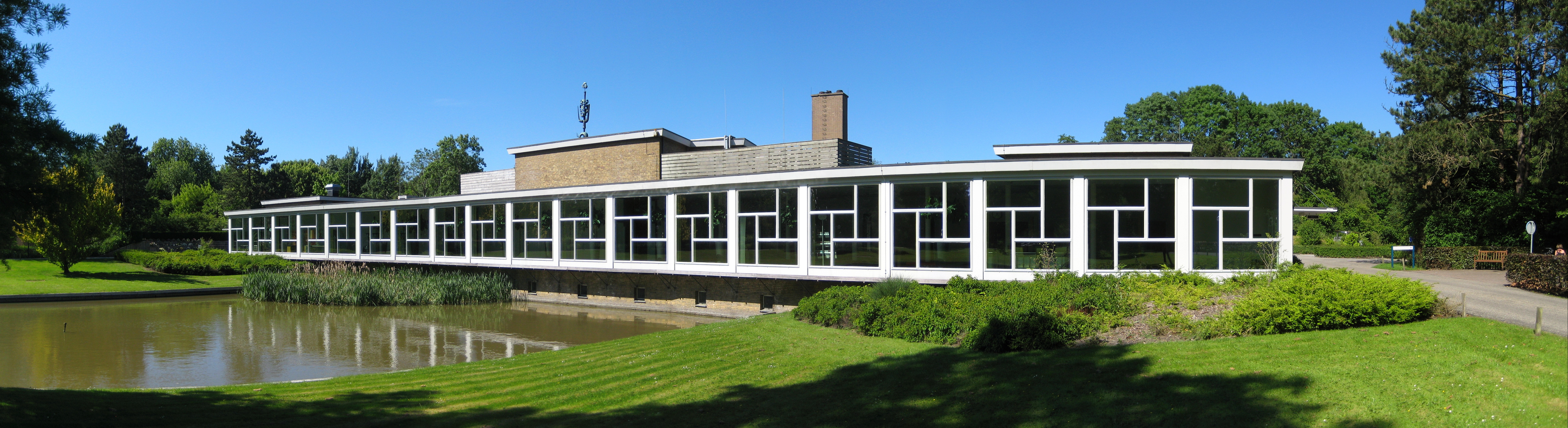
Das Krematorium von Groningen

Nach einer ersten Unterweisung in den heimatlichen Niederlanden und frühen Baudesigns im Alter von 18 Jahren („De Klaproos“ [Der Klatschmohn] in Apeldoorn, im Auftrag einer Freundin) unternahm Henk Wegerif 1908 eine Studienreise in die Vereinigten Staaten und erlernte dort das Handwerk primär durch „learning by doing“. Wieder daheim, entwarf A. H. Wegerif seit 1911 eine Fülle von Einzelbauten, darunter immer wieder Stadtvillen und Landhäuser aber auch den Willempark (1928–1930) in Den Haag und das Krematorium von Groningen (1959/60).
1931 gründete Wegerif mit den Kollegen Jan Wils und H. A. J. Baanders die Vereinigung Tempelbau der Freimaurer-Architekten. Vom 14. Dezember 1938 bis zum 8. Mai 1942 war er Vorsitzender des Haager Kunstkreises. 1945 war Wegerif an der Gründung des sogenannten Fünferrats beteiligt. Dieser Rat bestand aus Wegerif, C. A. Abspoel, Julius Luthmann, Dirk Roosenburg und Romke de Vries. Zwischen 1933 und 1940 konzentrierte sich A. H. Wegerif ganz auf die Arbeit eines Filmarchitekten und entwarf die Kulissen zu zentralen Inszenierungen bekannter Regisseure, darunter auch die Anti-Hitler-Flüchtlinge aus Deutschland Jaap Speyer, Hermann Kosterlitz, Ludwig Berger und Detlef Sierck.

## Filmografie
- 1933: Willem van Orange (auch Filmrolle)
- 1934: De familie van mijn vrouw
- 1934: De Big van het regiment
- 1935: Op stap
- 1935: Uilenspiegel leeft nog
- 1935: Suikerfreule
- 1935: De kribbebijter
- 1936: Op een avond in mei
- 1936: Oranje Hein
- 1936: Kermisgasten
- 1937: Pygmalion
- 1939: Morgen gaat ’t beter!
- 1939: Boefje (auch Filmrolle)
- 1940: Ergens in Nederland
- 1948: Ein Königreich für ein Haus (Een Koninkrijk voor een huis)
- 1952: Sterren stralen overal